# Gerichtsamt Pausa
Das Gerichtsamt Pausa war in den Jahren zwischen 1856 und 1874 die unterste Verwaltungseinheit und von 1856 bis 1879 nach der Abschaffung der Patrimonialgesetzgebung im Königreich Sachsen Eingangsgericht. Es war der Nachfolger des Amtes Plauen mit Pausa und hatte seinen Amtssitz in der Stadt Pausa/Vogtl.

## Geschichte
Nach dem Tod des sächsischen Königs Friedrich August II. wurde unter Regierung von dessen Nachfolger  König Johann nach dem Vorbild anderer Staaten des Deutschen Bundes die Abschaffung der Patrimonialgesetzgebung verordnet. An die Stelle der bisher im Königreich Sachsen in Stadt und Land vorhandenen Gerichte der untersten Instanz traten die zentral gelegenen Bezirksgerichte und Gerichtsämter in nahezu allen größeren Städten. Die Details der Verwaltungsreform regelten das sächsische Gerichtsverfassungsgesetz vom 11. August 1855 und die Verordnung über die Bildung der Gerichtsbezirke vom 2. September 1856.
Stichtag für das Inkrafttreten der neuen Behördenstruktur im Königreich Sachsen war der 1. Oktober 1856. Das neugebildete Gerichtsamt Pausa unterstand dem Bezirksgericht Zwickau. Sein Gerichtsbezirk umfasste Pausa mit Reitzmar, Spitzenburg und Trotzenburg, Demeusel, Drochaus mit Ilm und Geyersberg, Dröswein, Ebersgrün, Fasendorf, Kornbach, Langenbach, Langenbuch, Linda mit Oberlinde, Mehltheuer, Mühltroff, Oberpirk mit Bitthaus, Oberreichenau, Ranspach, Schönberg, Thierbach, Unterpirk, Unterreichenau mit Mittelhöhe, Wallengrün und dem Pausaer Forstrevier.
Die Zivil- und Kriminalgerichtsbarkeit im Weichbild der Stadt wurde in allen ihren Zweigen vom Gerichtsamt Pausa verwaltet. Die Polizei und die Polizeigerichtsbarkeit aber stand, mit Ausnahme des Pass- und Fremdenwesens, welches auch das Gerichtsamt Pausa verwaltete, dem Bürgermeister und städtischem Rat zu, dem somit die gesamte Wohlfahrts-, Sicherheits-, Gewerbe- und Gesindepolizei sowie das Innungswesen unterstanden.
Nach der Neustrukturierung der Gerichtsorganisation gemäß dem Gesetz über die Organisation der Behörden für die innere Verwaltung vom 21. April 1873 gingen die Verwaltungsbefugnisse der Gerichtsämter 1874 auf die umgestalteten bzw. neu gebildeten Amtshauptmannschaften über.
Seitdem das bisherige königliche Gericht als königliches Gerichtsamt bezeichnet wurde, führte sein Vorstand den Titel Gerichtshauptmann.
Das Gerichtsamt Pausa wurde im Zuge der Neustrukturierung der sächsischen Gerichtsorganisation gemäß dem Gesetz über die Organisation der Behörden für die innere Verwaltung vom 21. April 1873 in die im Jahre 1874 neugeschaffene Amtshauptmannschaft Plauen mit Sitz in der Stadt Plauen integriert.
Das Gerichtsamt Pausa wurde 1879 auf Grund des Gesetzes über die Bestimmungen zur Ausführung des Gerichtsverfassungsgesetzes im Deutschen Reich vom 27. Januar 1877 und des Gesetzes über die Zuständigkeit der Gerichte in Sachen der nichtstreitigen Gerichtsbarkeit vom 1. März 1879 durch das neu gegründete Amtsgericht Pausa abgelöst.

## Gerichtsgebäude

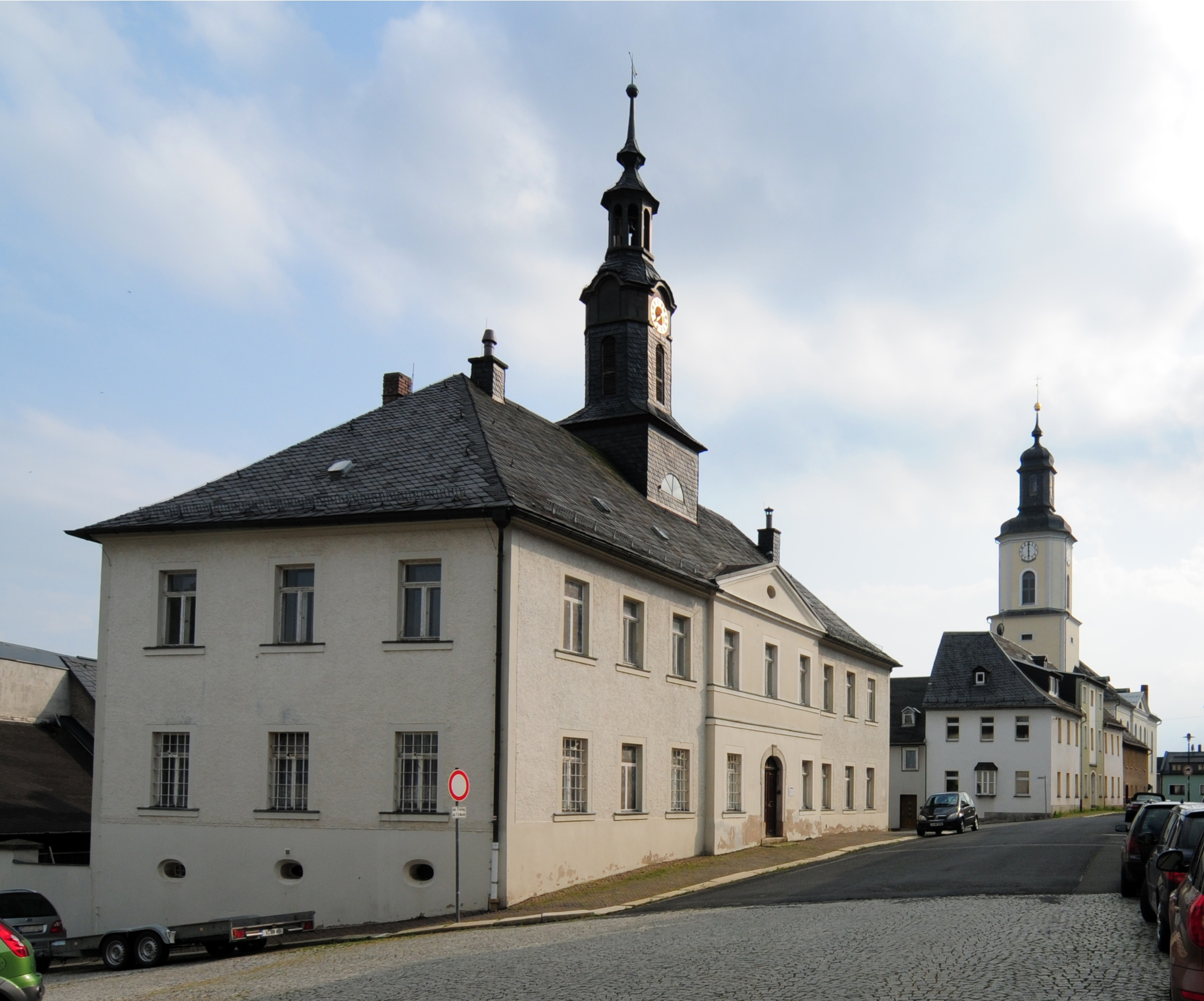
Gerichtsgebäude in Pausa/Vogtl.

Das Gericht hatte seinen Sitz in dem 1822 erbauten Gerichtsgebäude in Pausa/Vogtl. (Obere Kirchstraße 1). Es wurde später vom Amtsgericht genutzt und ist seit 1952 Rathaus und Polizeirevier und bis 2008 Wohnhaus. Nach dem Auszug eines Vereins steht es seit 2009 leer. Das Gebäude mit zwei Geschossen, neun Achsen, Mittelrisalit mit Giebel und Okulus, Walmdach, Dachreiter, Putzfassade ohne horizontale Gliederung und Putzfaschen im Mittelrisalit steht aufgrund seiner Bau- und ortshistorischen sowie städtebaulichen Bedeutung unter Denkmalschutz.

## Schriftliche Überlieferung
Die Archivalien des Gerichtsamts Pausa werden als Bestand 33032 Gerichtsamt Pausa heute im Sächsischen Staatsarchiv – Staatsarchiv Chemnitz verwaltet. Dieser Bestand umfasst 2,31 laufende Meter Archivgut aus den Jahren 1839 bis 1884.

## Richter
Die Leiter des Gerichtsamts trugen den Titel Gerichtsamtmann. Dies waren:
- 1856–1858: Carl Gottlob Hüttner
- 1858–1863: Emil Bruno Mosch
- 1863–1871: Karl Christian Schönberg
- 1871–1874: Karl Otto Ehrig